# Júlio Resende (Musiker)

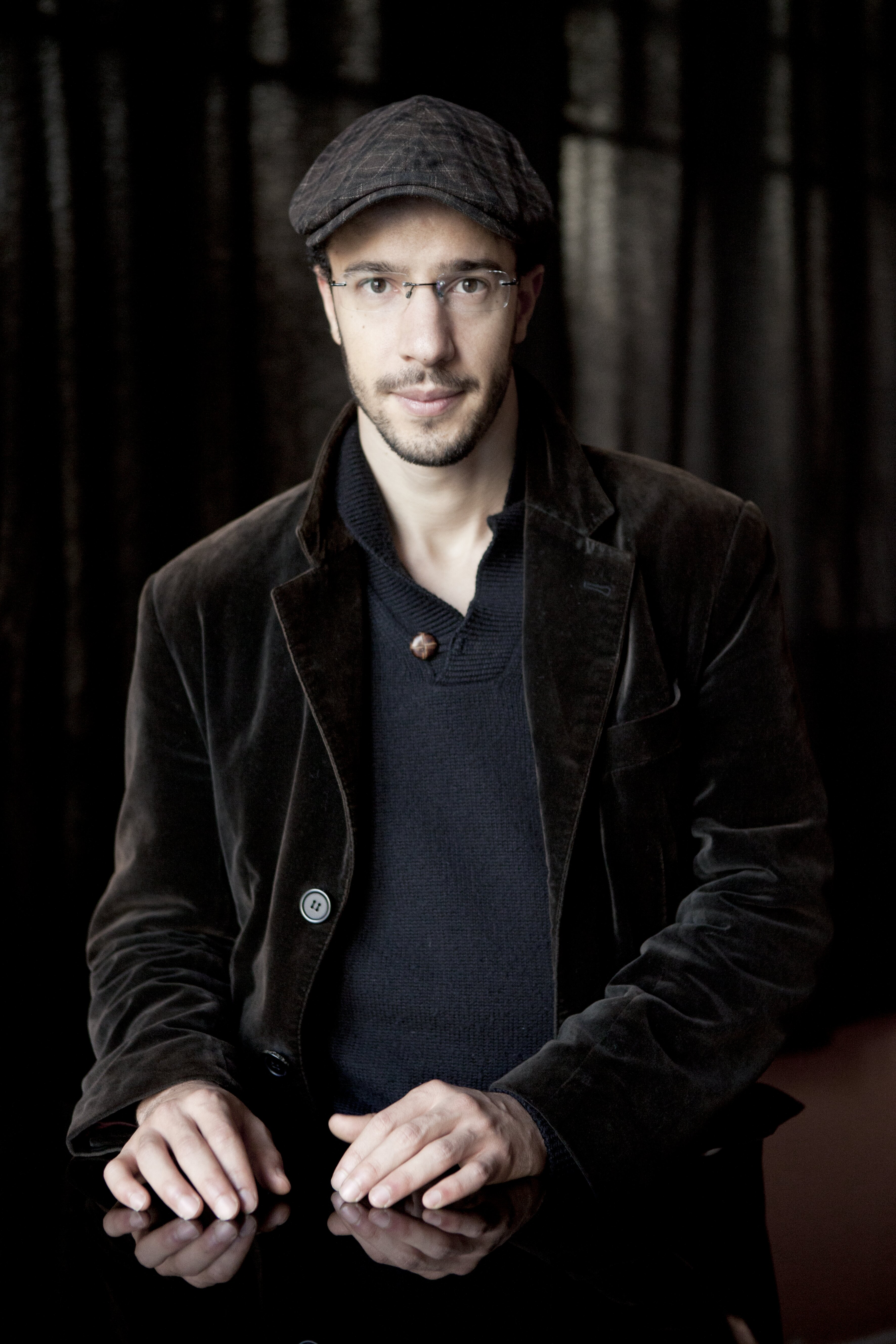
Júlio Resende (2014)

Júlio Resende (* 10. Juni 1982 in Faro) ist ein portugiesischer Jazzmusiker (Piano, Komposition), der vor allem für seine Kombinationen von Jazz und Fado bekannt ist.

## Leben und Wirken
Bereits mit vier Jahren begann Resende Piano zu spielen. Später besuchte er das Konservatorium in Faro zur Ausbildung in Klassischer Musik, wo er jedoch seine Neigung zur Improvisation wenig ausleben konnte. Er wandte sich stattdessen dem Jazz zu. Zum Studium ging er später nach Lissabon, wo er auch Workshops in der Jazzschule des ältesten noch bestehenden Jazzclubs in Europa belegte, des Hot Clube de Portugal. Während seiner Zeit an der Université de St. Denis (Paris) belegte er auch Workshops der Pariser Bill Evans Academy, der New Yorker New School for Jazz and Contemporary Music und des Berklee College of Music dort.
2006 schloss Resende sein Studium der Philosophie an der Universidade Nova de Lisboa ab und widmete sich nun vollständig der Musik. 2007 erschien sein erstes Album „Da Alma“ (portugiesisch für: „Aus der Seele“) beim international renommierten portugiesischen Jazz-Label Clean Feed Records. Auch seine beiden folgenden Alben, wieder mit seinem Trio eingespielt, erschienen bei Clean Feed: 2009 „Assim Falava Jazzatustra“ (portugiesisch für: „Also sprach Jazzatustra“, mit Gastsängerin Manuela Azevedo beim Stück „Ir e Voltar“) und 2011 „You Taste Like a Song“, mit ersten stellenweisen Annäherungen an den Fado. Daneben war er an Maria Joãos Projekt Ogre beteiligt.
Mit seinem nächsten Album widmete Resende sich der Fado-Legende Amália Rodrigues. Auf seinem ersten Solo-Album bearbeitete er dabei einige der bekanntesten Stücke Amálias, teils unter Verwendung der Originalstimme der 1999 verstorbenen Fado-Diva. Es erschien 2013 unter dem Titel „Amália Por Júlio Resende“ (port. für: „Amália gemäß Júlio Resende“) bei dem ältesten portugiesischen Plattenlabel, Valentim de Carvalho, und er tourte weltweit mit dem Werk. 2015 folgte mit „Fado and further“ sein nächstes Album, auf dem er seinen Stil des Fado-Jazz weiterentwickelte.
2016 vertonte Resende Gedichte von Eugénio de Andrade und Gonçalo M. Tavares, rezitiert von Psychiater und Autor Júlio Machado Vaz. Das Album erschien unter dem Titel „Poesia Homónima“ (port. für: „Gleichnamige Lyrik“), wieder bei Valentim de Carvalho. Im gleichen Jahr nahm Salvador Sobral sein Debütalbum „Excuse Me“ auf, auf dem Resende mitwirkte. 2017 gründete er zusammen mit den Jazzmusikern Salvador Sobral, André Nascimento, Daniel Neto und Joel Silva das Pop-Projekt Alexander Search, benannt nach einem englischsprachigen Heteronym des bedeutendsten modernen Schriftsteller Portugals, Fernando Pessoa. Ihr Album, ebenfalls „Alexander Search“ benannt, wurde 19 Wochen lang in den portugiesischen Musikcharts geführt und kam dort bis auf den 3. Platz.
Mit seinem Album „Cinderella Cyborg“, 2018 bei Sony Music erschienen, experimentierte Resende mit elektronischen Elementen. Zurück zum Fado-Jazz kam er mit seinem nächsten Album, „Fado Jazz Ensemble“, 2020 wieder bei Sony Music veröffentlicht. Das Album beginnt mit einer Hommage an Zeca Afonso und enthält auch einige popkulturelle Anspielung und eine kleine Hommage an Deolinda. Im Februar 2022 erschien mit „Fado Jazz“ sein nächstes Album dieses Stils. Es war sein erstes Album für das deutsche Label ACT.
Resende unterrichtet inzwischen auch an der Universität Aveiro Jazz-Piano für Musikstudenten. Neben seiner Aktivität als Musiker und Hochschullehrer komponiert er auch für andere. U.a. komponierte er Musik für die Auswahl der portugiesischen Beiträge zum Eurovision Song Contest, beim Vorentscheid Festival da Canção 2018 kam sein Stück für Catarina Miranda auf den 2. Platz. Im Jahr zuvor hatte Resendes Musikerkollege Salvador Sobral mit „Amar pelos dois“ den Eurovision Song Contest 2017 für Portugal gewonnen. Bei Live-Konzerten begleitet Resendes Trio ihn häufig. Auch als Komponist von Filmmusik ist er tätig, etwa für Elisa und Marcela 2019.

## Diskographische Hinweise
- 2007: Da Alma, Clean Feed Records
- 2009: Assim Falava Jazzatustra, Clean Feed Records
- 2011: You taste like a song, Clean Feed Records
- 2013: Amália Por Júlio Resende, Valentim de Carvalho (PT: ×3Dreifachplatin )[8]
- 2015: Fado & Further,  Valentim de Carvalho, Teilauflage mit DVD
- 2016: Poesia Homónima (mit Júlio Machado Vaz), Valentim de Carvalho
- 2018: Cinderella Cyborg, Sony Music
- 2020: Fado Jazz Ensemble, Sony Music
- 2022: Fado Jazz, ACT Music